# Gravendal
Gravendal är en by i Ludvika kommun, Dalarnas län, belägen cirka 15 km sydöst om Fredriksberg och cirka 60 km väster om Ludvika. Enligt tidigare kyrksockenindelningar tillhörde Gravendal Säfsnäs socken. Gravendals bruksmiljö är en del av Ekomuseum Bergslagen.  

## Historik
Orten har sitt namn efter Sebastian Grave som på 1700-talet här anlade ett järnbruk, Gravendals bruk.  Vattnet från Skärsjön gav kraft åt såg, kvarn och räckhammare samt en spik- och plåtsmedja. Senare byggdes ytterligare en räckhammarsmedja som kallades Stensmedjan. Där tillverkades stångjärn för export bland annat till England och Amerika. 
Ortens verkliga storhetstid kan emellertid sägas ha inletts 1876, då Säfsnäs Järnväg inledde sin trafik. Då utökades bruksrörelsen med bland annat ett valsverk. Gravendalsverken köptes sedermera upp av Hellefors AB. Som mest hade orten omkring 1 000 invånare. 1916 lades järnhanteringen ned och befolkningssiffrorna började dala kraftigt. Idag återstår endast ett 40-tal fast boende i Gravendal.
Spikhammarbyggnaden och labbit – smedernas viloplats – finns kvar från brukstiden liksom herrgård, arbetarbostäder, dammar samt en gammal ännu fungerande kraftstation. I närheten finns flera ruiner efter den tidigare verksamheten. Räckhammarsmedjan rekonstruerades 1988 och körs under sommaren, då besökare får uppleva hur tysksmidet gick till.

## Bilder, räckhammaren

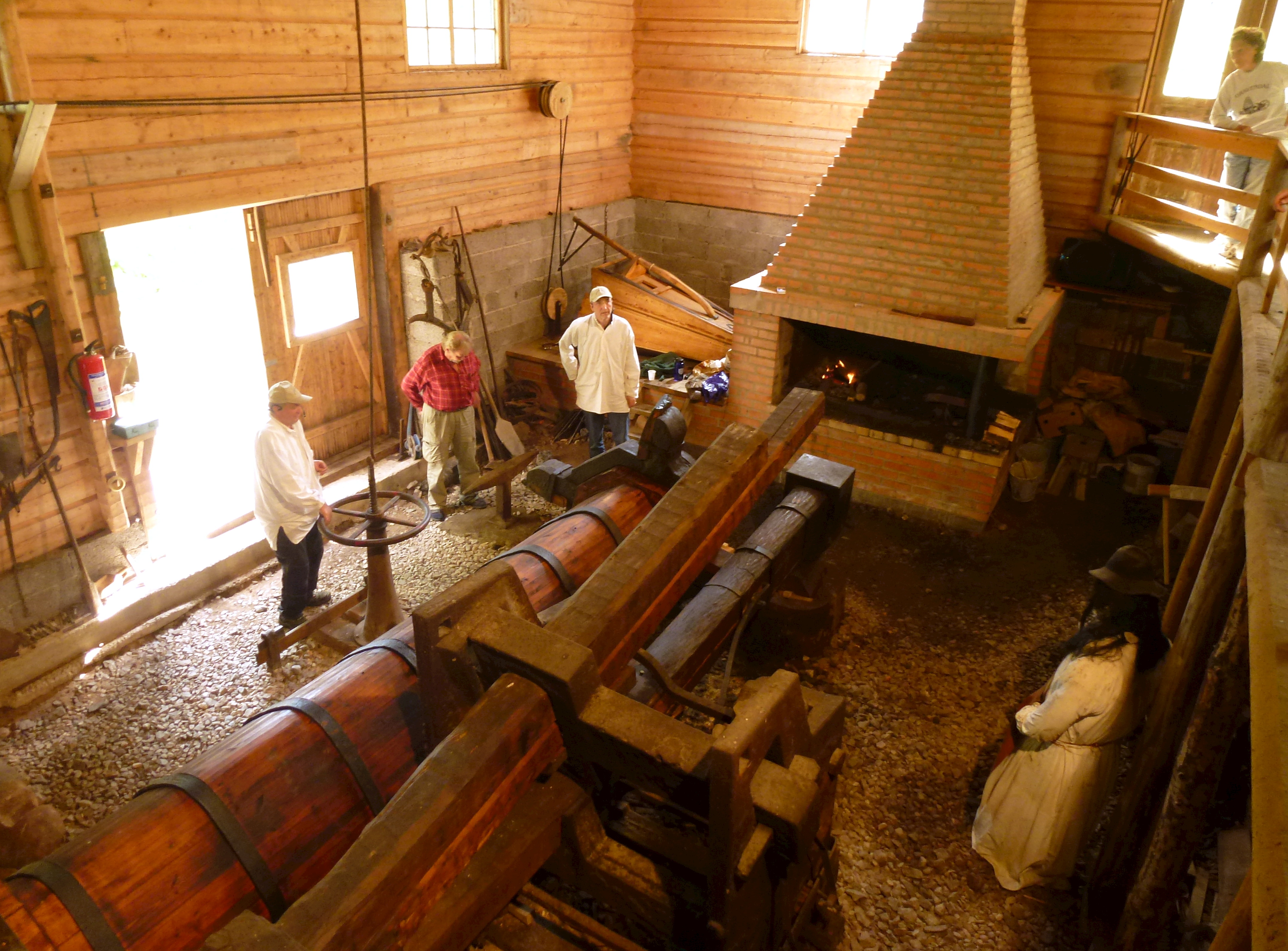
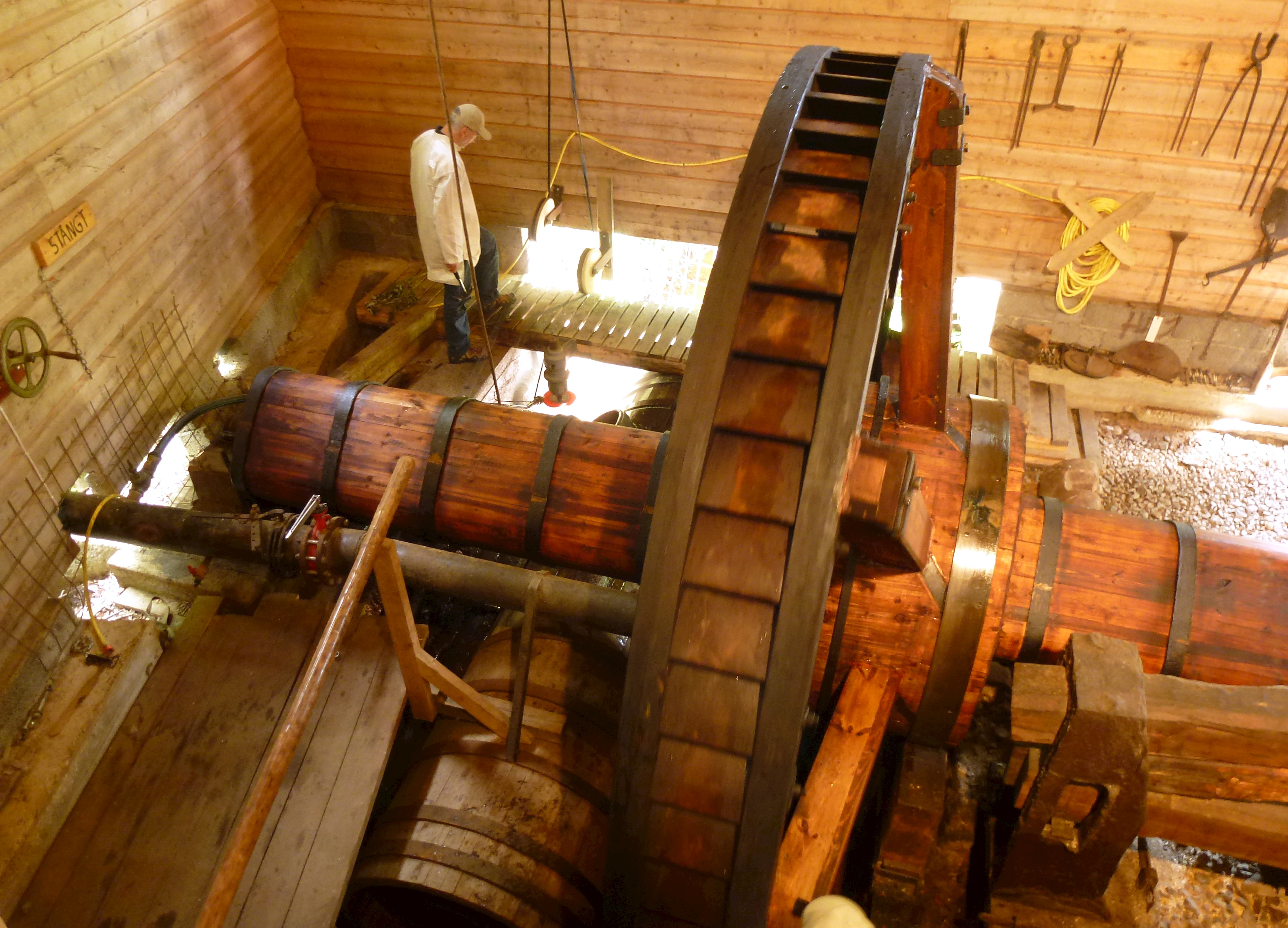
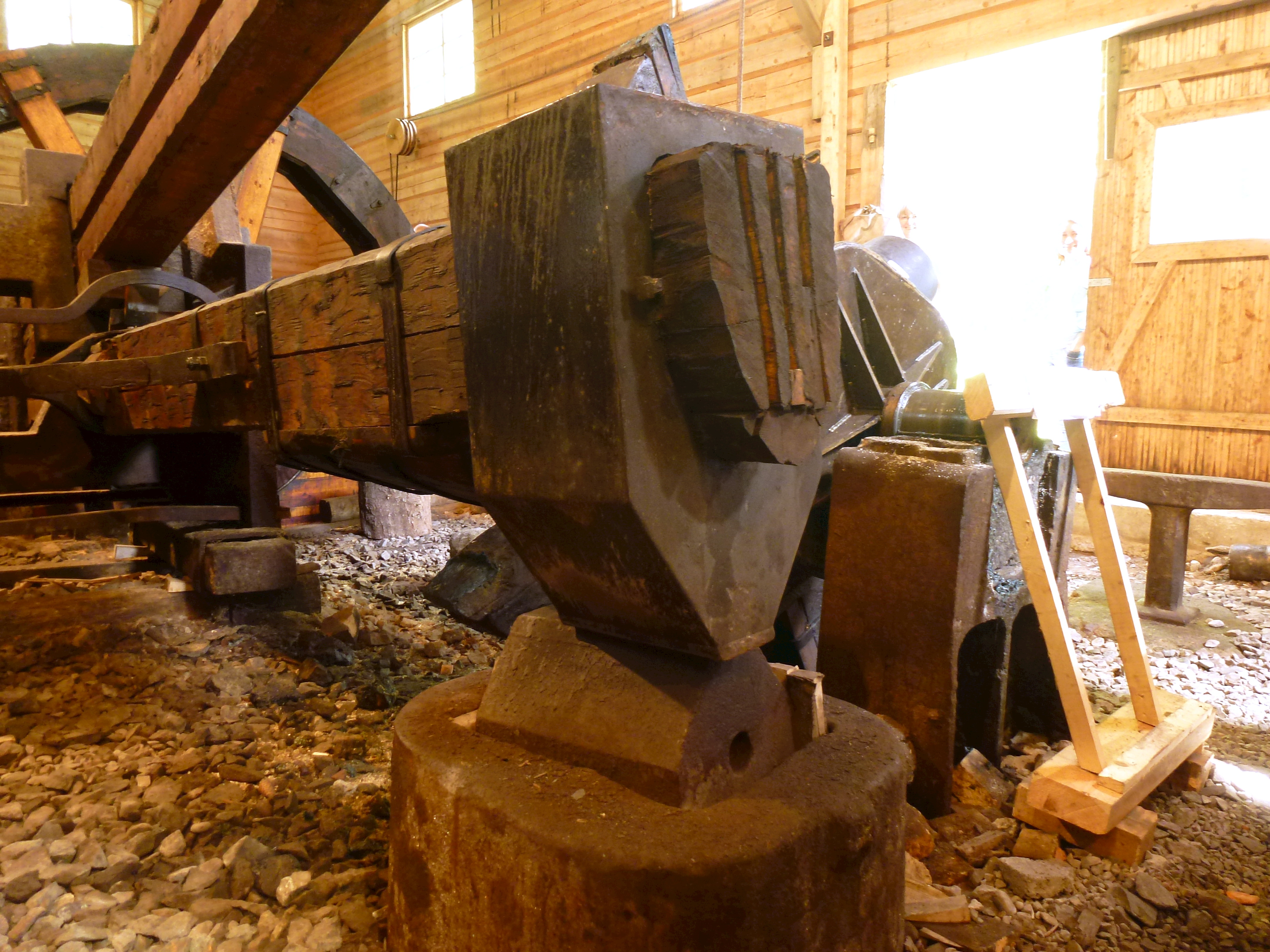
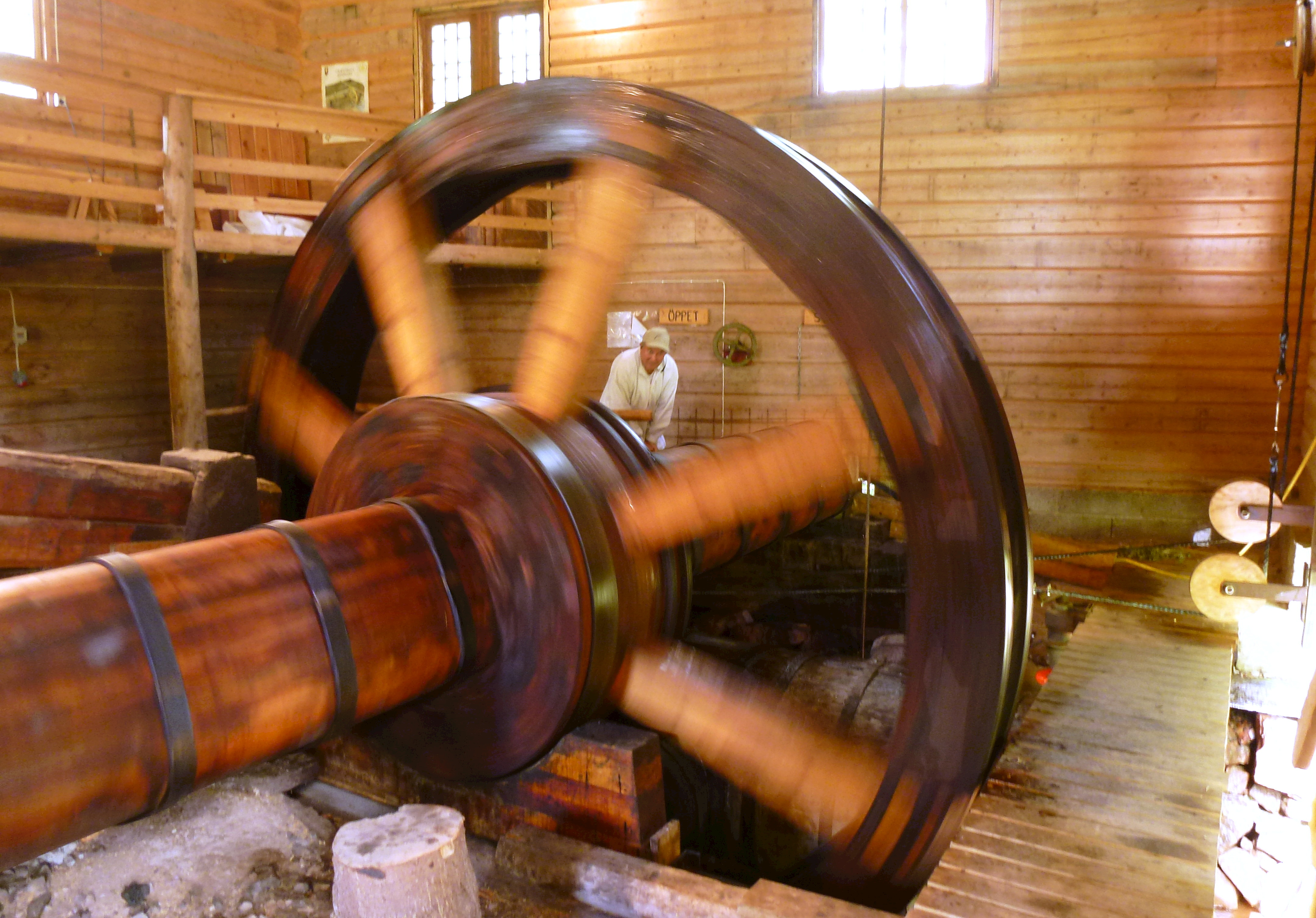